# Liste der Mühlen am Rodebach

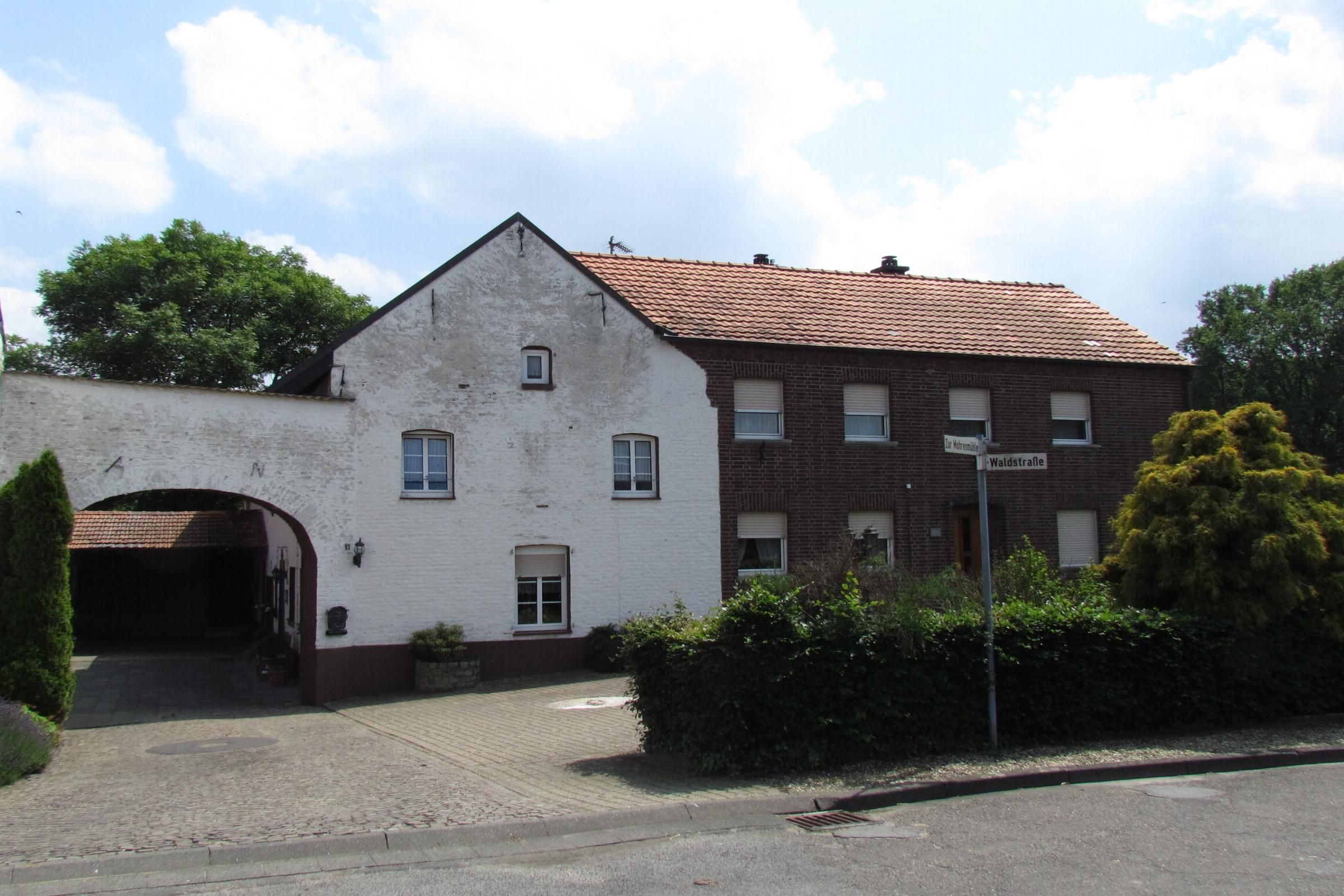
Mohrenmühle

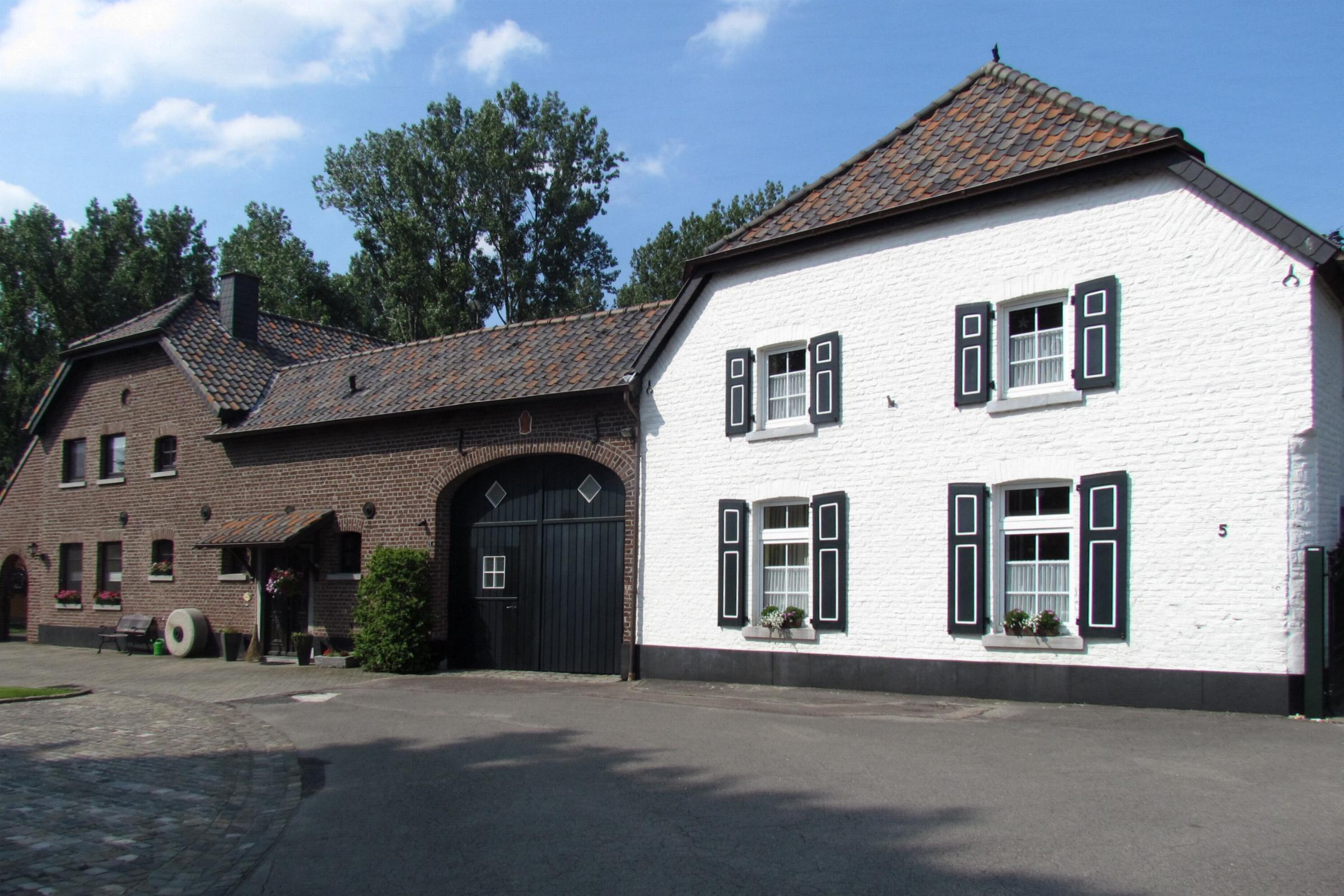
Wehrer Mühle

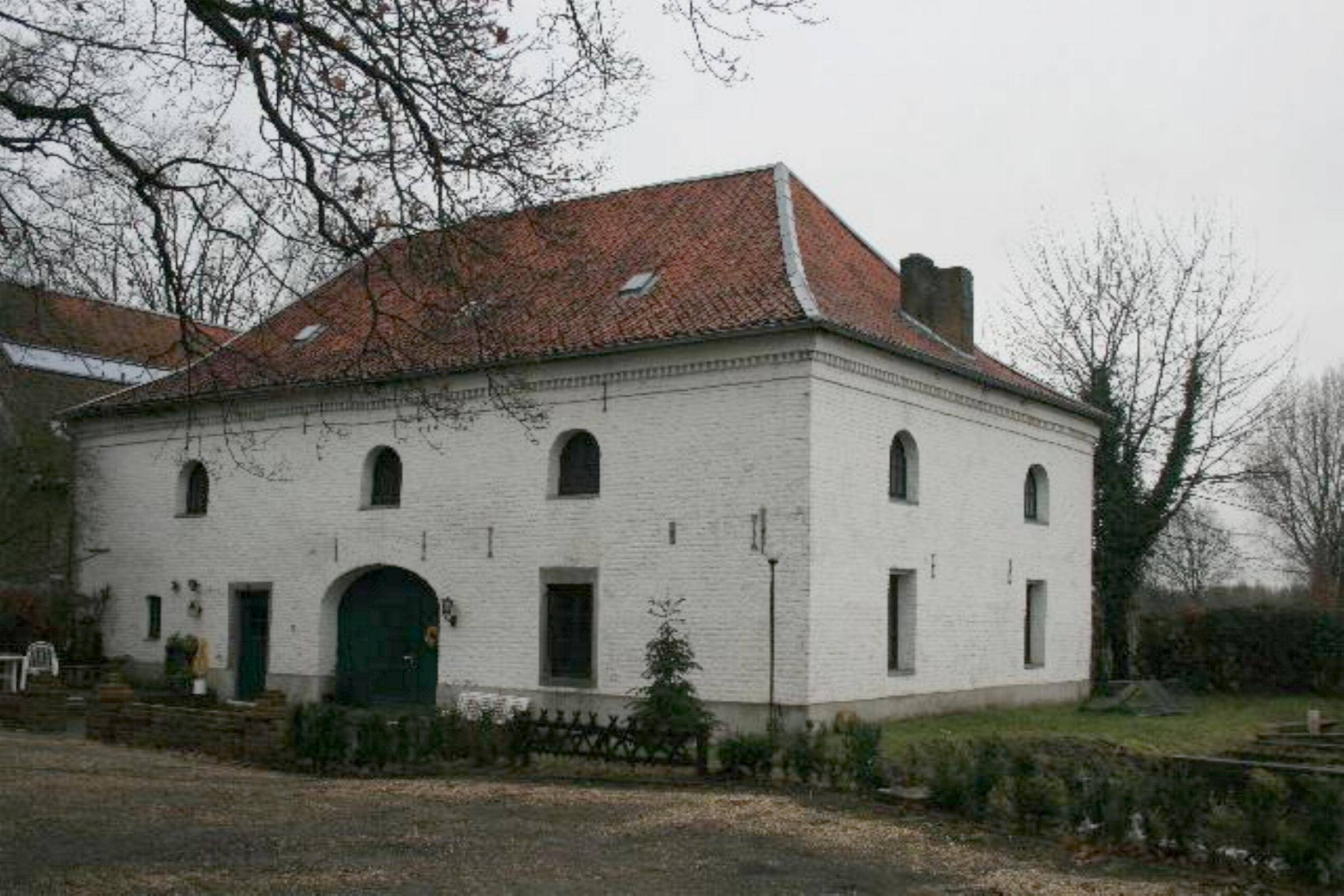
Millener Mühlen

Die Liste der Mühlen am Rodebach beinhaltet die Mühlen, die am Rodebach standen oder noch stehen.
Der Rodebach beginnt an einem Rückhaltebecken in der Nähe von Siepenbusch in der Stadt Übach-Palenberg in Nordrhein-Westfalen in einer Höhe von 105 m über NN. Bis zur Mündung in die Geleenbeek bei Oud-Roosteren in den Niederlanden hat der Rodebach eine Länge von 28,9 km.
Fallende Grundwasserspiegel, geringere Regenmengen und die Bachbegradigung in den 1960er Jahren brachten das Ende des Mühlenbetriebes für alle Mühlen.
Die Auflistung der 14 Mühlen erfolgt von der Quelle zur Mündung
- Engelsmühle in Gangelt-Stahe, Mühlenbetrieb vor 1300 – 1924 als Kornmühle, Gebäude wurde niedergelegt
- Platzmühle in Gangelt-Stahe, Mühlenbetrieb vor 1472 – 1926 als Öl- und Lohmühle mit 4 Stampfen und einem Mahlgang
- Mohrenmühle in Gangelt, Mühlenbetrieb vor 1559 – 1956 als Kornmühle, einige Mahlsteine und Elektrischer Generator noch vorhanden
- Dahlmühle in Gangelt, Mühlenbetrieb vor 1472 – Mitte 20. Jh. als Öl- und Kornmühle, Mühlsteine noch vorhanden
- Brommler Mühle in Gangelt-Mindergangelt, Mühlenbetrieb vor 1327 – um 1940 als Öl- und Mahlmühle, heute ein Landgasthof
- Etzenrather Mühle  in Gangelt-Mindergangelt, Mühlenbetrieb vor 1492 – 1965 als Ölmühle, Ausflugslokal mit erhaltenem Kollergang
- Roermolen in Jabeek (NL), Mühlenbetrieb vor 1492 – Mitte 20. Jh. als Öl- und Kornmühle, Mühlsteine noch vorhanden
- Ingentaler Mühle in Selfkant-Süsterseel, Mühlenbetrieb vor 1800 – Mitte 20. Jh. als Öl- und Mahlmühle, Mühlstein noch vorhanden
- Istrater Mühle in Selfkant-Süsterseel, Mühlenbetrieb vor 1343 – um 1970 als Frucht- und Färberwaid Mühle, heute Wohnanlage
- Wehrer Mühle in Selfkant-Wehr, Mühlenbetrieb von 14. Jh. – Mitte 20. Jh. als Mahlmühle, Mühlsteine und Steinkran vorhanden
- Vollmühle Tüddern in Selfkant-Tüddern, Mühlenbetrieb vor 1608 – 1967 als Walk-, Säge-, Öl- und Kornmühle
- Kornmühle Tüddern in Selfkant-Tüddern, Mühlenbetrieb vor 1654 – 1944 als Öl- und Getreidemühle, Mühlstein vorhanden
- Millener Mühlen in Selfkant-Millen, Mühlenbetrieb von 12./13. Jh. – um 1970 als getrennte Öl- und Kornmühle
- Isenbrucher Mühle in Selfkant-Isenbruch, Mühlenbetrieb von 14. Jh. – 1944 als Öl- und Kornmühle, Mühlstein noch vorhanden

## Quelle
Hans Vogt: Niederrheinischer Wassermühlen-Führer 2. Auflage. Verein Niederrhein, Krefeld 1998, ISBN 3-00-002906-0, S. 239–256